# Escudo de Ares del Maestre
El escudo oficial de Ares del Maestre (Alto Maestrazgo) tiene el siguiente blasonamiento:

Escudo cuadrilongo de punta redonda. Cuartelado. Primero, en campo de plata, cruz plana de gules. Segundo, en campo de oro, cuatro palos de gules. Tercero, de azur, castillo de plata con tres torres, mazonado y aclarado de sable. Cuarto, en campo de gules, dos toros arando de oro. Por timbre, corona real abierta.

## Historia
El escudo se rehabilitó por resolución de 4 de noviembre de 2011 de la Consejería de Presidencia y vicepresidenta del Consell, publicada en el DOCV núm. 6671, de 15 de diciembre de 2011.
Se trata de una reinterpretación y adaptación a la normativa heráldica valenciana del escudo tradicional de Ares del Mestre. Anteriormente el Ayuntamiento utilizaba un escudo ovalado que era una reproducción fiel del de la nueva iglesia, de alrededor de 1740:

(..) en forma ovalada (..), porta uns adornaments exteriors en forma de cartel·la (..). Sobre un camp d’atzur (..), al cap la creu vermella de l’Orde de Montesa i de Sant Jordi, al centre a la mateixa alçada el castell (símbol de l’antic castell amb jurisdicció senyorial pròpia) i els quatre pals de la casa reial, i al peu l’emblema parlant dels dos bous junyits que llauren (=aren) a parell.
(..) en forma ovalada (..), lleva unos adornos exteriores en forma de cartela (..). Sobre un campo de azur (..), en jefe la cruz roja de la Orden de Montesa y de San Jorge, en el centro a la misma altura el castillo (símbolo del antiguo castillo con jurisdicción señorial propia) y los cuatro palos de la casa real, y al pie el emblema parlante de los dos toros uncidos que labran (=aran) a la par.
Pere-Enric Barreda. «L’informe sobre l'escut d'Ares del Maestrat i la decisió oficial»

Escudo tradicional de Ares del Mestre de 1740, utilizado por el ayuntamiento hasta 2011.

Después de la destrucción que sufrió la villa en 1707, en la Guerra de Sucesión Española, sólo quedaron cuatro representaciones anteriores a esta fecha: el escudo de piedra del Ayuntamiento (de alrededor de 1650), un sello de cera muy deteriorado y un cáliz gótico (de 1460) y una cruz parroquial (1562). Los dos últimos se perdieron en 1937.
El escudo de piedra se encuentra en la fachada de la actual casa de la villa y antiguo hostal municipal. Está hecho con piedra blanca de la Montalbana y está bien conservado. Es de forma ovalada y presenta los mismos elementos y con la misma disposición que el escudo de 1740. No tiene ninguna coloración. El sello, que parece similar a los anteriores, solo conserva el castillo y los toros ya que la cera está desgastada. Del escudo del cáliz tenemos la descripción de Milián de la exposición de Morella de 1928. Debido al tamaño reducido del cáliz se trataba de una representación resumida del escudo de la ciudad, que presentaba «en losange de oro, fondo de azur y castillo dorado de tres torres y dos toros al natural, uno a cada lado, aprovechando los ángulos del losange»'. Del escudo de la cruz parroquial no se conserva su descripción, probablemente era similar a los otros escudos y Milián no la consideró necesaria.

Propuesta de rehabilitación de Barreda, de 2010.

En 2010, a petición del alcalde Francesc Fuentes, Pere-Enric Barreda realizó el informe sobre la rehabilitación del escudo. Como conclusión se propuso restaurar la forma medieval cuadrada, que permitía mantener la disposición tradicional de los elementos del escudo. Tenía la siguiente descripción:

Forma medieval en losange (...), con cuatro cuarteles: en jefe, en campo de plata, la cruz roja de Montesa y San Jorge de Alfama; abajo, a la izquierda [diestra heráldica], en campo de azur, el castillo al natural, a la derecha [siniestra heráldica], las armas reales, en campo de oro, cuatro palos de gules; al pie, en campo de azur, los toros con yugo que labran a la par, en color natural.

Finalmente se aprobó un escudo cuadrilongo, sin respetar ni la forma medieval cuadrada ni la ovalada, tradicionalmente utilizadas en la población, se recolocaron los elementos con una nueva distribución, se cambió el fondo azul de los toros por uno nuevo de color rojo y se añadió una corona real.

## Galería

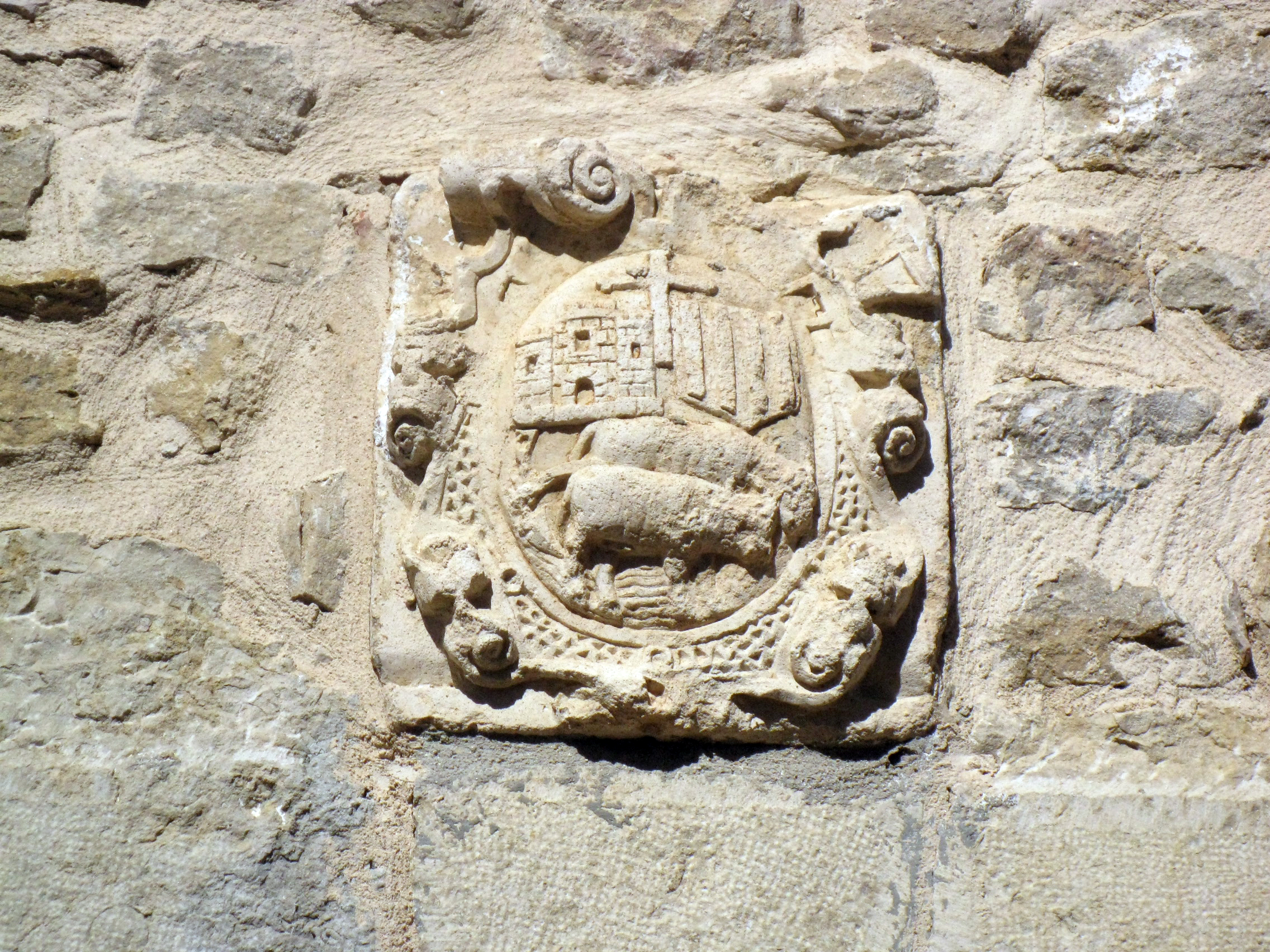
Escudo en la fachada del ayuntamiento.
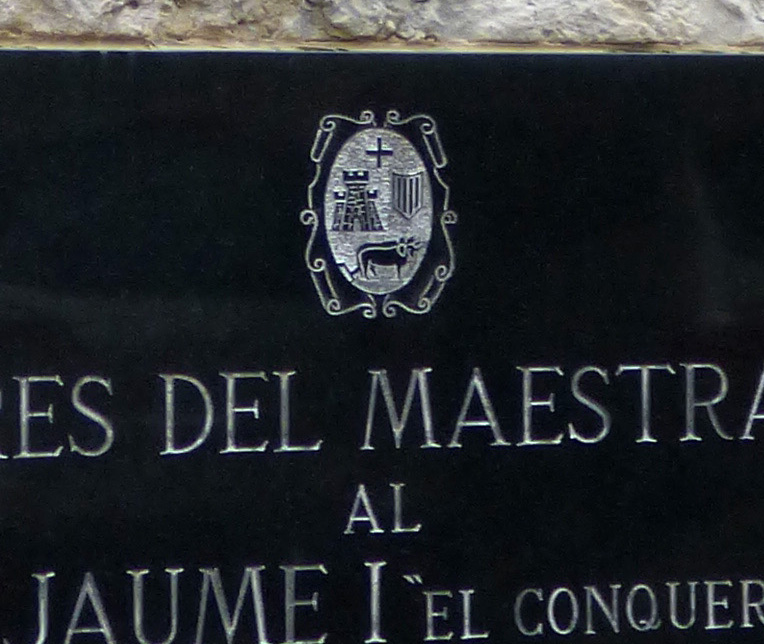
Escudo de Ares en la placa del monumento a Jaume I, en la plaza de la Iglesia.
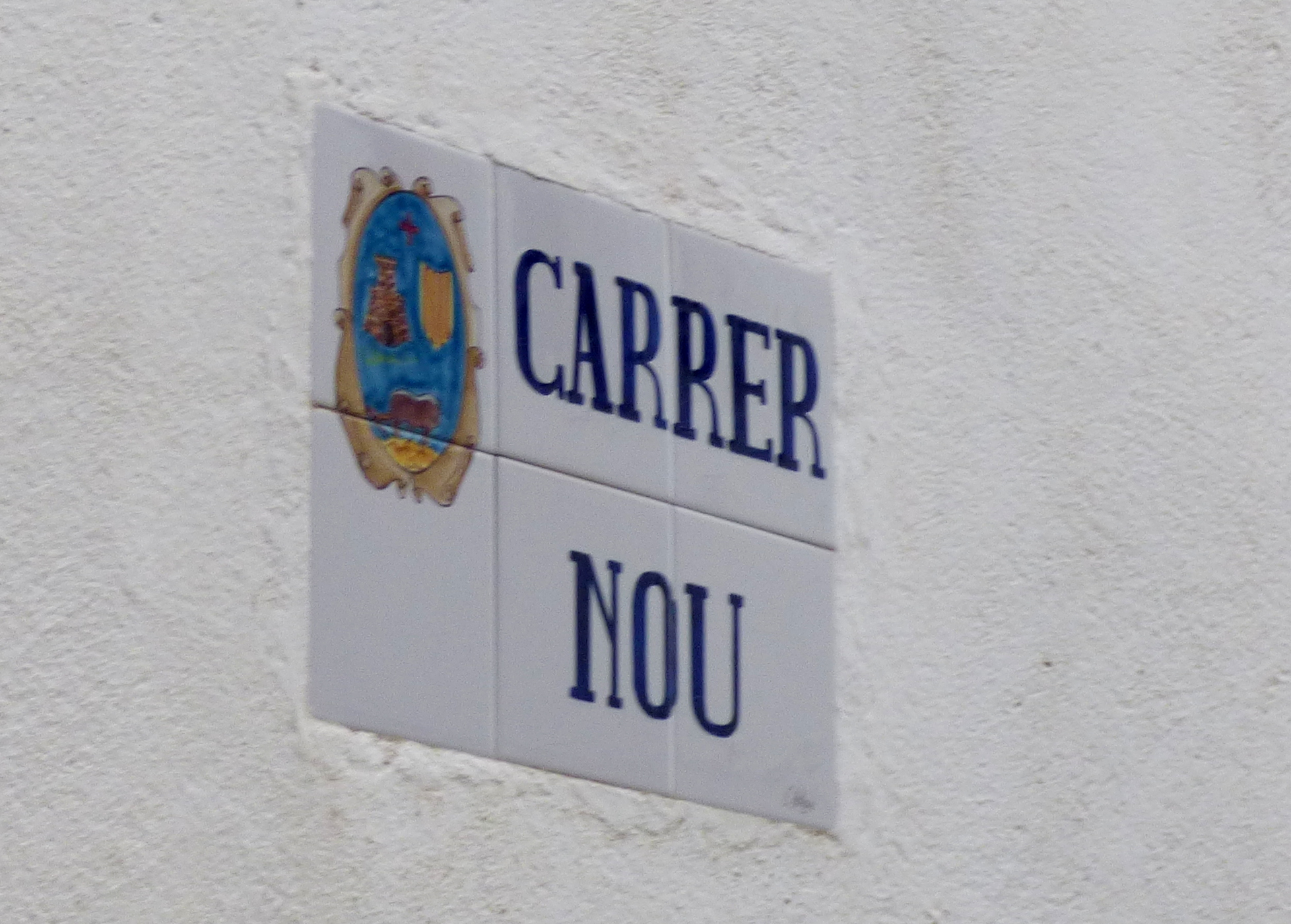
Placa de una calle donde se puede ver el antiguo escudo.